# Marie Thérèse van Frankrijk

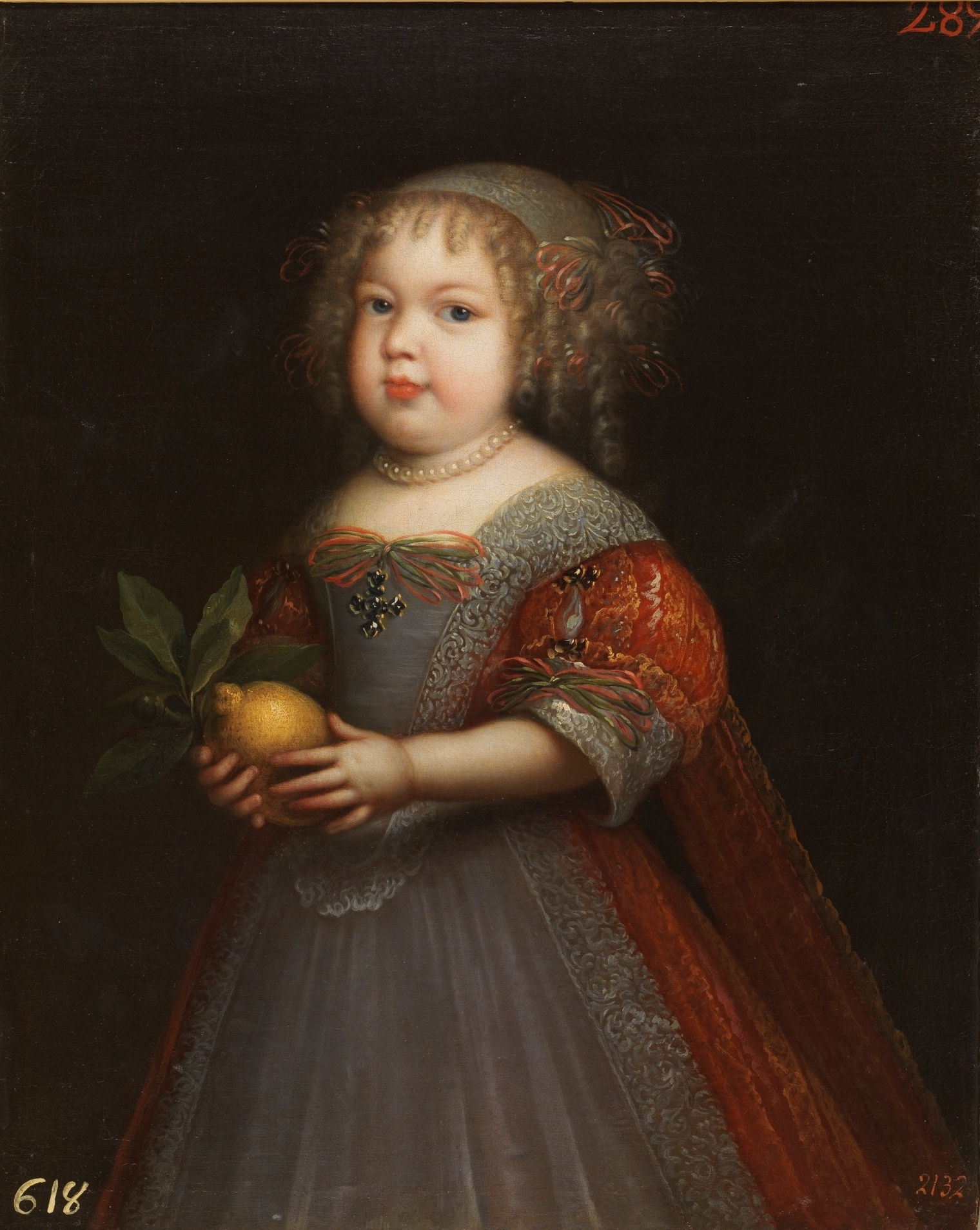
La Petite Madame Marie-Therèse de France, "Madame Royale"

Marie Thérèse van Frankrijk (Saint-Germain-en-Laye, 2 januari 1667 — aldaar, 1 maart 1672), was het vierde kind en derde dochter van de Franse koning Lodewijk XIV van Frankrijk en koningin Maria Theresia van Oostenrijk. Als een dochter van de koning was zij een Fille de France, dochter van Frankrijk. Ze was de enige dochter van de koning en de koningin die haar eerste dagen had overleefd. Daardoor stond ze bekend als Madame Royale, de traditionele titel voor de oudste dochter van de koning.
Ze was beter bekend als La Petite Madame, om haar te onderscheiden van haar tantes, de twee vrouwen van haar oom Monsieur, de eerste Madame (overleden 1670) en de tweede Madame (overleden 1722).
Ze werd geboren in het kasteel van Saint-Germain-en-Laye, het kasteel waar ook haar vader in 1638 was geboren, en overleed op vijfjarige leeftijd aan tuberculose in hetzelfde kasteel. Ze was in 1668 gedoopt in het Louvre in Parijs. Haar hart werd begraven in het Val-de-Grâce te Parijs, haar lichaam begraven in de Bourbon-crypte in de kathedraal van Saint-Denis. Tijdens de Franse Revolutie werd het graf ontheiligd tijdens de plundering van de koninklijke graven van Saint-Denis in de jaren 1793-94 en de overblijfselen van de kleine prinses werden net als die van 46 Frankische en Franse koningen, 32 koninginnen en 91 andere mensen in een van de twee massagraven gegooid.
Er werd gezegd dat Marie Thérèse werd geadoreerd door haar ouders, en haar moeder sprak ooit de wens uit dat ze hoopte dat Marie Thérèse koningin van Spanje zou worden. Toen Marie Thérèse stierf waren beide ouders zeer geschokt. Lodewijk XIV kondigde een periode van strikte rouw aan.